# 高松琴平電気鉄道志度線
志度線（しどせん）は、香川県高松市の瓦町駅と香川県さぬき市の琴電志度駅を結ぶ高松琴平電気鉄道（ことでん）の鉄道路線。
高松と志度を結ぶ初めての鉄道として東讃電気軌道により開業。沿線には屋島・八栗山・志度寺などの名所がある。ほぼ全線にわたって国道11号（旧高松藩街道における「志度街道」区間）に、および四国旅客鉄道（JR四国）高徳線の木太町駅 - 志度駅間とも並行している。ラインカラーはローズピンク。かつては青色で、車体前面の行先表示板も青色地のものが用いられていた。

## 路線データ
- 路線距離（営業キロ）：12.5km
- 軌間：1435mm
- 駅数：16駅（起終点駅含む）
- 複線区間：なし（全線単線）
- 電化区間：全線（直流1500V）
- 保安設備：琴電形ATS
- 閉塞方式：自動閉塞式
- 車両基地：今橋工場（今橋駅）
- 最高速度：60km/h[1]
- 最小曲線半径：80m
- IC乗車カード対応区間：
  - IruCaエリア：全線（全国相互利用サービス対応交通系ICカードも対応）

## 運行形態
すべて普通列車である。瓦町 - 琴電志度間の列車が24分間隔で運転され、平日朝夕には瓦町 - 大町間の区間運転列車が加わるほか、琴電志度発着列車の運転間隔も狭まる。この時、瓦町 - 大町間は10 - 20分間隔となる。全列車2両編成での運行である。
2023年まで朝ラッシュ時を中心に600形（20番台）・700形に増結用の 600形（800番台）を連結し3両編成になる列車があった。2022年4月16日より1往復のみとなり、2023年1月30日で消滅した。
その後もイベント時に3両編成列車が運行されることがあり、2024年4月1日 - 4月7日に開催された「KOTODEN APRIL FOOL'S WEEK 〜うそみたいな一週間!?〜」のうち4月5日に昼間の2往復が600形（800番台）を連結した3両編成で運行された。
2022年4月16日より人件費を含む運営コスト削減のため、ワンマン運転が開始された。乗降時はこれまで通り、すべての扉から乗降でき、運転士による集札業務は継続する。ワンマン運転開始前は回送も含めた全列車に車掌が乗務し、精算や車内補充券（パンチによる穴あけ式）の発売、IruCaへチャージ、無人駅での集札、車内放送などを行っていた。同日以降は一部列車を除いて運転士のみが乗務している。
かつては琴平線・長尾線と同様に高松築港発着（瓦町駅でスイッチバック）であったが、1994年に開始された瓦町駅改良工事により琴平線・長尾線と線路が分断されたため、瓦町 - 高松築港間との直通運転は廃止された。

## 歴史
- 1911年（明治44年）
  - 11月18日 東讃電気軌道が今橋 - 志度（現在の琴電志度）間を開業[6]。
  - 11月1日 5路線の免許を受ける（高松市西浜町 - 栗林村、高松市五番町 - 高松市玉藻、高松市古新町 - 高松市新港町、大川郡志度町 - 大川郡津田町、大川郡津田町 - 松尾村）[7]。
- 1912年（大正元年）8月4日 鉄道免許取消（津田町-松尾村間）[8]。
- 1913年（大正2年）10月15日 出晴（現在の瓦町駅志度線口付近） - 今橋間が開業[9]。
- 1915年（大正4年）
  - 4月22日 公園前 - 出晴間が開業[10]。
  - 6月24日 鉄道免許失効（五番町-玉藻間、古新町-新港間、志度-津田間）[7]。
- 1915年（大正4年）
  - 8月10日 軌道特許状下付（高松市内町-香川郡栗林村間）[11]。
  - 8月10日 鉄道免許取消（高松市西浜町-栗林村間）[12]。
- 1916年（大正5年）
  - 9月13日 軌道特許状下付（高松市玉藻町-高松市内町間）[13]。
  - 12月25日 四国水力電気が東讃電気軌道を合併[14]。四国水力屋島遊覧電車と呼称。
- 1917年（大正6年）
  - 5月20日 高松駅前 - 公園前が開業[15]。
  - 7月13日 築港前 - 高松駅前が開業[15]。
  - 8月 公園前 - 藤塚間に中ノ村駅開業。
- 1921年-1923年 中ノ村駅を中野町駅に改称。
- 1922年（大正11年）11月1日 陸軍特別大演習のため、12月25日まで春日川駅を休止し、西潟元駅との間に（臨）春日川東駅開設。
- 1925年（大正14年）8月1日 屋島駅を屋島登山口駅に改称。
- 1929年（昭和4年）4月21日 屋島登山口駅を従来より360m東の現在地に移設。
- 1931年（昭和6年）
  - 2月 屋島グランド前駅を廃止。
  - 3月16日 西潟元駅を廃止し、約500m東に潟元駅開業。
  - 5月 志度駅を従来より50m東の現在地に移設し、志度駅前駅に改称。
- 1935年（昭和10年）5月10日 八栗 - 六万寺間に白羽駅開業。
- 1937年（昭和12年）以降 藤塚 - 瓦町間の東田町駅廃止。
- 1942年（昭和17年）4月30日 四国水力電気が鉄道事業を讃岐電鉄[16]に譲渡。
- 1943年（昭和18年）11月1日 讃岐電鉄・琴平電鉄・高松電気軌道が合併し高松琴平電気鉄道発足[17]。志度駅前駅を琴電志度駅に改称。築港前 - 公園前間が市内線、公園前 - 琴電志度間が志度線となる。
- 1945年（昭和20年）
  - 1月26日 不要不急線指定により八栗 - 琴電志度間を休止、資材供出される。
  - 7月4日 公園前 - 出晴間が、築港前 - 公園前間の市内線と同時に空襲被害のため休止。
  - 7月30日 空襲で焼失した出晴駅を廃止し、瓦町駅を琴平線琴電高松駅に統合。
- 1949年（昭和24年）10月9日 八栗 - 琴電志度間が復旧、営業再開。六万寺駅は牟礼駅に改称。白羽駅、八栗新道駅、原 - 琴電志度間の志度西口駅は休止のまま。
- 1950年（昭和25年）4月16日 屋島登山口駅を琴電屋島駅に改称。
- 1951年（昭和26年）塩屋 - 房前間に季節臨時駅として塩屋海水浴場前駅を開設。
- 1953年（昭和28年）10月20日 琴平線築港（仮駅、現在の高松築港）まで直通開始。
- 1954年（昭和29年）1月1日 琴電高松駅を瓦町駅に改称。
- 1955年（昭和30年）
  - 2月1日 牟礼駅を六万寺駅に改称。
  - 2月25日 八栗新道駅開業。
- 1957年（昭和32年）8月15日 1945年（昭和20年）から休止中の公園前 - 瓦町間が、市内線（この年1月8日廃止）に続いて廃止。
- 1966年（昭和41年）8月2日 全線の架線電圧を600Vから1500Vに昇圧。
- 1969年（昭和44年）10月2日 琴電屋島 - 八栗間経路変更、古高松駅移転[18]。高松北バイパス建設による。
- 1970年（昭和45年）塩屋 - 房前間の塩屋海水浴場前駅を廃止。
- 1971年（昭和46年）8月20日 松島四丁目駅を松島二丁目駅に改称。
- 1976年（昭和51年）8月1日 今橋駅付近で正面衝突事故、重軽傷者224名を出す。戦災を除けばことでん史上初の事故廃車で、有責事故によるものでは唯一。詳細は鉄道事故の項目を参照。
- 1979年（昭和54年）3月1日 ATS設置。
- 1992年（平成4年）11月5日 沖松島駅を琴電志度方へ移転。
- 1994年（平成6年）6月26日 瓦町駅改良工事着手に伴い琴平線・長尾線と分断され、孤立線となる[5]。高松築港直通廃止[5]。
- 1996年（平成8年）
  - 8月6日 前年から実施されていた春日川橋梁の架け替え工事が、この日の桁交換を最後に完成[19]。
  - 8月20日 松島二丁目駅に新設した交換設備を使用開始[19]。
  - 12月21日 瓦町新駅舎完成[20]。
- 1998年（平成10年）7月13日 - 初の冷房車となる600形の営業運転を開始[21]。
- 2007年（平成19年）7月31日 冷房化100%達成。これにより、志度線の全車が両開き扉、自動加速制御、WN駆動方式、ディスクブレーキ装着の元名古屋市営地下鉄の車両で統一された。
- 2022年（令和4年）4月16日 ワンマン運転を全線で開始[22]。ただし、朝の3両編成列車は従来通り車掌が乗務する[22]。

## 駅一覧
- 全駅香川県内に所在。
- *印を付けた駅は有人駅。
- 線路… 全線単線。◇∨∧：列車交換可能 ｜：列車交換不可

| 駅番号 | 駅名                 | 駅間 キロ | 営業 キロ | 備考・接続路線                                                 | 線路 | 所在地   |
| ------ | -------------------- | --------- | --------- | -------------------------------------------------------------- | ---- | -------- |
| S00    | 瓦町駅* （瓦町FLAG） | -         | 0.0       | 1915年4月22日開設 高松琴平電気鉄道：琴平線 (K02)・長尾線 (N02) | ∨    | 高松市   |
| -      | 出晴駅               |           | 0.1       | 1913年10月15日開設、1945年7月30日廃止                          | -    | 高松市   |
| S01    | 今橋駅               | 0.6       | 0.6       |                                                                | ◇    | 高松市   |
| S02    | 松島二丁目駅         | 0.6       | 1.2       |                                                                | ◇    | 高松市   |
| S03    | 沖松島駅             | 0.7       | 1.9       |                                                                | ｜   | 高松市   |
| S04    | 春日川駅             | 1.1       | 3.0       |                                                                | ◇    | 高松市   |
| -      | 西潟元駅             |           | 3.8       | 1931年3月16日廃止                                              | -    | 高松市   |
| S05    | 潟元駅               | 1.3       | 4.3       | 1931年3月16日開設                                              | ｜   | 高松市   |
| -      | 屋島グランド前駅     |           | 4.6       | 1931年2月廃止                                                  | -    | 高松市   |
| S06    | 琴電屋島駅           | 0.7       | 5.0       |                                                                | ◇    | 高松市   |
| S07    | 古高松駅             | 0.7       | 5.7       |                                                                | ｜   | 高松市   |
| S08    | 八栗駅*              | 1.0       | 6.7       | 四国ケーブル：八栗ケーブル（徒歩連絡）                         | ◇    | 高松市   |
| -      | 白羽駅               |           | 7.4       | 1935年5月10日開設、1945年1月26日休止（廃止日不明）             | -    | 高松市   |
| S09    | 六万寺駅             | 1.1       | 7.8       |                                                                | ｜   | 高松市   |
| S10    | 大町駅               | 0.9       | 8.7       |                                                                | ◇    | 高松市   |
| S11    | 八栗新道駅           | 0.6       | 9.3       | 四国旅客鉄道：高徳線（讃岐牟礼駅: T20）                        | ｜   | 高松市   |
| S12    | 塩屋駅               | 0.7       | 10.0      |                                                                | ｜   | 高松市   |
| -      | 塩屋海水浴場前駅     |           |           | 1951年開設（季節臨時駅）、1970年廃止                           | -    | 高松市   |
| S13    | 房前駅               | 0.6       | 10.6      |                                                                | ｜   | 高松市   |
| S14    | 原駅                 | 0.9       | 11.5      |                                                                | ｜   | 高松市   |
| -      | 志度西口駅           |           | 11.8      | 1945年1月26日休止（廃止日不明）                                | -    | さぬき市 |
| S15    | 琴電志度駅*          | 1.0       | 12.5      | 四国旅客鉄道：高徳線（志度駅: T19）                            | ∧    | さぬき市 |

- 特記以外は1911年11月18日開設

途中下車指定駅
瓦町駅、今橋駅、潟元駅、琴電屋島駅、八栗駅、大町駅
有人駅
瓦町駅、今橋駅（平日朝のみ）、八栗駅、琴電志度駅
その他の駅は、終日無人

### 廃止区間
1957年8月15日廃止。
公園前駅 - 中野町駅 - 藤塚駅 - 東田町駅 - 瓦町駅

### 過去の接続路線
- 琴電屋島駅：屋島登山鉄道屋島ケーブル（屋島登山口駅：徒歩連絡） - 2004年10月16日休止、2005年8月31日廃止。
- 公園前駅：高松琴平電気鉄道市内線 - 1945年7月4日休止、1957年1月8日廃止

## 車両
2011年5月現在、旅客車20両が所属している。現在はすべて元名古屋市交通局の車両で、600型800番台が片運転台の制御車であるほかは、すべて2両固定編成である。
- 600形（20番台） - 元、名古屋市営地下鉄250形・700形・1000系列中間車 6編成12両
- 600形（800番台） 4両
- 700形 - 元、名古屋市営地下鉄300形・1200形 2編成4両

前出の通り、1994年以降志度線は孤立線となっているため、通常の車両検査は今橋駅隣接の今橋工場で行われ、大規模な検査は仏生山工場へ車両をトレーラーで陸送して実施している。
なお琴電の所有する各路線は架線電圧や車両のサイズなど、直通可能な路線や使用可能な車両の組み合わせが、各路線ごとに独特の変遷を遂げてきたが、詳細については「高松琴平電気鉄道#運転形態及び変遷」を参照。

### 東讃電気軌道、四国水力電気、讃岐電鉄の車両
東讃電気軌道開業時に川崎造船所製の木製単車12両（A形1-12）を用意した。四国水力電気時代の1918年に長崎電気軌道で製造された木製単車4両（B形13-16）は軌道線（公園前-高松駅前-築港前間）で使用。1928年に鋼製ボギー車（C形51-56）が軌道線用として新製されると13-15は鉄道線に移籍した。16は後に撒水車に改造されている。

## その他
- JR高徳線と並行している区間が多い。駅数が多く快速運転を行っていないために所要時間では劣るが運転本数は志度線が勝っている。その関係で高松築港駅と八栗・六万寺・大町・八栗新道・琴電志度の各駅との運賃は特定運賃となっている。
- 2013年（平成25年）7月19日、Google ストリートビューに路線画像が公開された[23]。